# Cryptococcus
Cryptococcus is een geslacht van schimmels behorend tot de familie Cryptococcaceae. De typesoort is Cryptococcus neoformans. 

## Soorten
Het geslacht bestaat uit 41 soorten (peildatum januari 2023):
| Soortnaam                      | Auteur(s) | Publicatiejaar |
| ------------------------------ | --- | -------------- |
| Cryptococcus amylolentus       | (Van der Walt, D.B. Scott & Klift) Golubev | 1981           |
| Cryptococcus asgardensis       | Vishniac & Baharaeen | 1982           |
| Cryptococcus aureus            | (F.C. Harrison) M. Takash., Sugita, Shinoda & Nakase | 2003           |
| Cryptococcus bacillisporus     | Kwon-Chung & J.E. Benn. | 1978           |
| Cryptococcus baldrensis        | Vishniac & Baharaeen | 1982           |
| Cryptococcus cavarae           | Pollacci & Turconi | 1929           |
| Cryptococcus cellulolyticus    | Nakase, M. Suzuki, Hamam. & M. Takash. | 1996           |
| Cryptococcus cereanus          | Phaff et al. | 1974           |
| Cryptococcus consortionis      | Vishniac | 1985           |
| Cryptococcus decagattii        | F. Hagen & Boekhout | 2015           |
| Cryptococcus deneoformans      | F. Hagen & Boekhout | 2015           |
| Cryptococcus depauperatus      | (Petch) Boekhout, Xin Z. Liu, F.Y. Bai & M. Groenew. | 2015           |
| Cryptococcus deuterogattii     | F. Hagen & Boekhout | 2015           |
| Cryptococcus elinovii          | Golubev | 1979           |
| Cryptococcus ferigula          | Saëz & Rodr. Mir. | 1988           |
| Cryptococcus festucosus        | Golubev & J.P. Samp. | 2004           |
| Cryptococcus floricola         | Yurkov, A.R. Passer, M.A. Coelho, R.B. Billmyre, M. Nowrousian, Mittelbach, C.A. Cuomo, A.F. Averette, S. Sun & Heitman                                           | 2019           |
| Cryptococcus gattii            | (Vanbreus. & Takashio) Kwon-Chung & Boekhout | 2002           |
| Cryptococcus hempflingii       | Vishniac & Baharaeen | 1982           |
| Cryptococcus heveanensis       | (Groen.) Baptist & Kurtzman | 1977           |
| Cryptococcus himalayensis      | Goto & Sugiy. | 1970           |
| Cryptococcus hominis           | Vuill. ex Guég. | 1907           |
| Cryptococcus lactativorus      | Fell & Phaff | 1967           |
| Cryptococcus longus            | M. Takash., Sugita, Shinoda & Nakase | 2001           |
| Cryptococcus lupi              | Baharaeen & Vishniac | 1982           |
| Cryptococcus luteus            | (P. Roberts) Boekhout, Xin Zhan Liu, F.Y. Bai & M. Groenew. | 2015           |
| Cryptococcus montanae          | Weijman, Rodr. Mir. & Van der Walt | 1988           |
| Cryptococcus musci             | M. Takash., Sugita, Shinoda & Nakase | 2001           |
| Cryptococcus mycelialis        | Golubev & N.W. Golubev | 2003           |
| Cryptococcus neoformans        | (San Felice) Vuill. | 1901           |
| Cryptococcus nyarrowii         | Thomas-Hall & K. Watson | 2002           |
| Cryptococcus pseudolongus      | M. Takash., Sugita, Shinoda & Nakase | 2001           |
| Cryptococcus ramirezgomezianus | M. Takash., Sugita, Shinoda & Nakase | 2001           |
| Cryptococcus saitoi            | Á. Fonseca, Scorzetti & Fell | 2000           |
| Cryptococcus socialis          | Vishniac | 1985           |
| Cryptococcus tetragattii       | F. Hagen & Boekhout | 2015           |
| Cryptococcus tyrolensis        | Vishniac & Baharaeen | 1982           |
| Cryptococcus uniguttulatus     | (Wolfram & Zach) Phaff & Fell | 1970           |
| Cryptococcus watticus          | Guffogg, Thomas-Hall, P. Holloway & K. Watson | 2004           |
| Cryptococcus wingfieldii       | (Van der Walt, Y. Yamada & N.P. Ferreira) Yurkov, A.R. Passer, M.A. Coelho, R.B. Billmyre, M. Nowrousian, Mittelbach, C.A. Cuomo, A.F. Averette, S. Sun & Heitman | 2019           |
| Cryptococcus wrightensis       | Vishniac & Baharaeen | 1982           |